# La bussola d'oro
La bussola d'oro (Northern Lights) è un romanzo fantastico del 1995 di Philip Pullman, primo della trilogia Queste oscure materie che prosegue con i romanzi La lama sottile e Il cannocchiale d'ambra.
È stato pubblicato in italiano per la prima volta nel 1996.
Da esso è stato tratto un film omonimo nel 2007.

## Ambientazione
Il romanzo è ambientato in un mondo parallelo, in cui ogni persona è affiancata da un daimon, cioè l'anima della persona esternata sotto forma di animale, una sorta di compagno personale che accompagna ognuno ovunque vada, e che scompare alla morte della persona. Se d'altra parte, il daimon viene staccato dalla persona cui appartiene, questa nella maggior parte dei casi muore o resta psichicamente menomata, in quanto il daimon è il canale che la collega alla Polvere, misteriosa e pervasiva sostanza cosmica vagamente comparabile alla materia oscura della cosmologia contemporanea. Tale sostanza ha anche a che fare con la facoltà di concepire pensieri originali e sviluppare una personalità indipendente, facoltà che il Magisterium, chiesa vocata al dominio universale ed al culto di un essere supremo chiamato Autorità, per definizione avversa e combatte. Tale scenario generale viene meglio chiarito nei due successivi romanzi della trilogia.

## Trama
Lyra è una ragazzina di undici anni, cresciuta presso Oxford, in Inghilterra.
Il daimon di Lyra si chiama Pantalaimon. Lyra è una ragazzina vivace e sveglia, che passa il suo tempo per la città insieme a Roger Parslow, aiutante cuoco del college, e ai bambini gyziani, nomadi che abitano in imbarcazioni e si spostano sull'acqua. Tuttavia, la sua vita spensierata cambia quando un giorno spia una riunione fra i professori del Jordan e Lord Asriel, suo zio, riguardo a una misteriosa entità nota come Polvere (Dust); durante la discussione Lord Asriel riesce ad ottenere un finanziamento dal College per una spedizione scientifica nella regione artica, malgrado un tentativo di assassinio.
Nel frattempo dei bambini, tra cui Roger, iniziano a scomparire e si vocifera che siano stati rapiti dagli Ingoiatori. Nello stesso tempo, Lyra conosce l'affascinante signora Coulter, che la prende sotto le sue cure e la impiega come sua assistente personale, promettendole di portarla con sé in una spedizione nell'Artico. La mattina in cui deve lasciare il Jordan College, il Maestro le dona un misterioso oggetto, l'aletiometro, detto anche "bussola d'oro".
Vivendo con la signora Coulter, Lyra scopre che la donna ha un ruolo cruciale nell'oblazione, un'iniziativa gestita dal Magisterium dietro la quale si nascondono proprio gli Ingoiatori. I bambini rapiti sono portati a Bolvangar, vicino all'Artico, per poi essere sottoposti a terribili esperimenti, nei quali sono separati dal loro daimon, attraverso un processo detto intercisione. Terrificata dalle sue scoperte, Lyra scappa dalla casa della signora Coulter e viene soccorsa dai Gyziani, con i quali raggiunge la Eastern Anglia.
Con i Gyziani pian piano impara a usare l'aletiometro e raggiunge nel viaggio alla ricerca dei bambini rapiti il nord, dove si allea con un orso corazzato (Panserbjørne) di nome Iorek Byrnison, cui riesce, grazie all'aletiometro, a far recuperare l'armatura. Raggiunge infine Bolvangar, dove riesce a salvare Roger grazie all'aiuto dei Gyziani, della regina di una tribù di streghe, Serafina Pekkala, l'orso corazzato e il texano Lee Scoresby, pilota di dirigibile, che si scontrano in un'epica battaglia contro il reggimento di Tartari posto dal Magisterium a difesa di Bolvangar.
Sebbene i bambini di Bolvangar siano in salvo, l'avventura di Lyra è tutt'altro che finita. Lyra si spinge più a nord e, dopo essersi separata dai suoi compagni, viene catturata e portata a Svalbard dove incontra Iofur Raknison, il re degli orsi corazzati. Iorek sopraggiunge in suo soccorso e, inducendo Iofur l'usurpatore ad un duello, riesce a recuperare il trono di cui era stato defraudato.
Lyra raggiunge infine suo padre, Asriel, il quale nel frattempo ha costruito un ponte per raggiungere un altro mondo, ma per attraversarlo ha bisogno di una grande quantità di energia.
Tale energia può essere ottenuta solo tramite un'intercisione. Perciò, incapace di sacrificare sua figlia, Asriel fa del povero Roger la sua vittima;
Invita la signora Coulter a seguirlo ma questa declina l'offerta e ritorna sui suoi passi. Lord Asriel si dirige così verso il varco appena aperto, seguito da Lyra, decisa a fermarlo.

## Adattamento cinematografico
Il 7 dicembre 2007 è uscito in Italia il film intitolato La bussola d'oro prodotto dalla New Line Cinema, diretto da Chris Weitz e con Dakota Blue Richards nel ruolo di Lyra, Daniel Craig nel ruolo di Lord Asriel, Nicole Kidman nel ruolo della Sig.ra Coulter, Eva Green nel ruolo della strega Serafina Pekkala.
Il film ha suscitato, come già il libro, vivaci reazioni negli ambienti cattolici, a causa dell'allusione alla Chiesa cattolica, rappresentata dal Magisterium.

## Serie TV
Nel Novembre 2015, la BBC ha annunciato di aver ordinato un adattamento televisivo di Queste oscure materie, prodotto da Bad Wolf e New Line Cinema. L'adattamento in otto episodi era previsto per il 2017, tuttavia, nell'aprile del 2017, lo scrittore della serie Jack Thorne disse a Radio Times che la serie era ancora in pre-produzione e che voleva assicurarsi che fosse fedele ai libri.
L'8 marzo 2018, è stato annunciato che Dafne Keen aveva accettato di partecipare nella serie per interpretare Lyra con il regista Tom Hooper anche lui chiamato a dirigere. Lin-Manuel Miranda interpreterà Lee Scoresby. L'8 giugno 2018, è stato riferito che James McAvoy, Clarke Peters e Ruth Wilson si erano uniti al cast. Nel settembre del 2018 viene annunciato che le riprese della prima stagione erano iniziate. Durante le riprese la BBC ha annunciato che la serie è stata rinnovata per una seconda stagione sempre da otto episodi. Il 14 dicembre 2018, è stato annunciato su Twitter che le riprese erano state completate. Il 24 febbraio 2019 è uscito il primo teaser trailer della serie ed è stato confermato che lo show avrebbe debuttato "entro quest'anno".
Il 17 maggio 2019 viene diffuso un secondo trailer per la prima stagione. Da gennaio 2020 è trasmessa da Sky Atlantic.

## Edizioni
- Philip Pullman, Northern Lights, Regno Unito, Scholastic UK, 1995.
- Philip Pullman, The Golden Compass, Stati Uniti d'America, Knopf, 1996.
- Philip Pullman, La bussola d'oro, Salani, 1996,  p. 345, ISBN 88-8451-182-8.